# 7,62 × 54 mm R
Die 7,62 × 54 mm R ist eine Standardmunition der russischen Streitkräfte für Gewehre und Maschinengewehre. Die auch Mosin M1908/30 genannte Patrone ist seit über 130 Jahren ununterbrochen in Verwendung und damit die dienstälteste Militärmunition der Welt.

## Geschichte

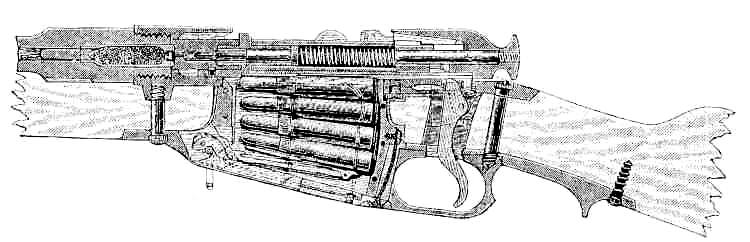
Schnitt durch ein Mosin-Nagant M1891 mit Rundkopfmunition

Die Entwicklung dieser Randpatrone begann im Zarenreich zu Ende des 19. Jahrhunderts im Zuge der Beschaffung von neuen Infanteriegewehren für die Kaiserlich Russische Armee. Die Wahl fiel im Jahr 1891 auf das Gewehr M1891, das aus den Entwürfen des Russen Sergei Mosin und des Belgiers Léon Nagant hervorging.
Das Gewehr wurde auch unter der Bezeichnung „Dreiliniengewehr“ bekannt. Der Name bezieht sich auf die Kaliberangabe in der alten Einheit Linie (1 russische Linie = 1 Zehntelzoll).
Im Jahr 1908 wurde das Rundkopf- durch ein Spitzgeschoss ersetzt. 1930 wurde die Patrone von sowjetischen Konstrukteuren in ihrer Leistung optimiert. Seitdem wird sie als Mosin M1908/30 geführt.

## Randpatrone

7,62 × 54 mm R C.I.P. Maximalabmessungen in mm

Die ursprüngliche Form samt Patronenrand blieb bis heute erhalten. Die letzte andere Randpatrone, die .303 British, wurde nach dem Zweiten Weltkrieg nach und nach durch moderne randlose Munition wie die 7,62 × 51 mm NATO ersetzt. Im Gegensatz dazu stieg die Verbreitung der Mosin-Patrone eher noch, da sie nach 1945 in allen Warschauer Vertragsstaaten Standardmunition des Militärs wurde. Sie fand auch Eingang ins Arsenal der chinesischen Streitkräfte, die vielfältige Versionen russischer Infanteriewaffen fertigten.

## Arten

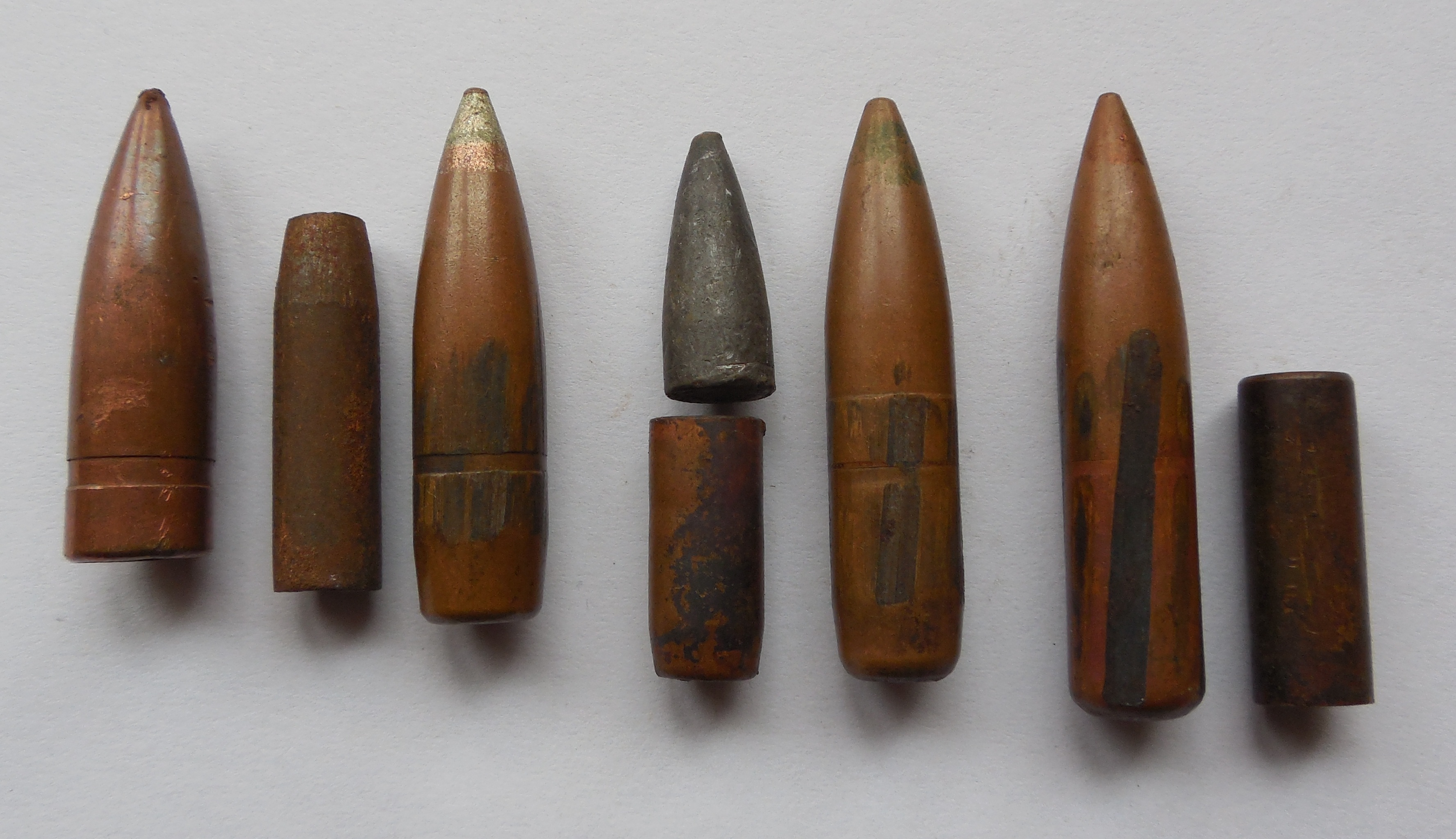
Verschiedene Geschosse
v. l. n. r.: Vollmantel mit Bleikern, Stahlkern, 2 × Leuchtspur

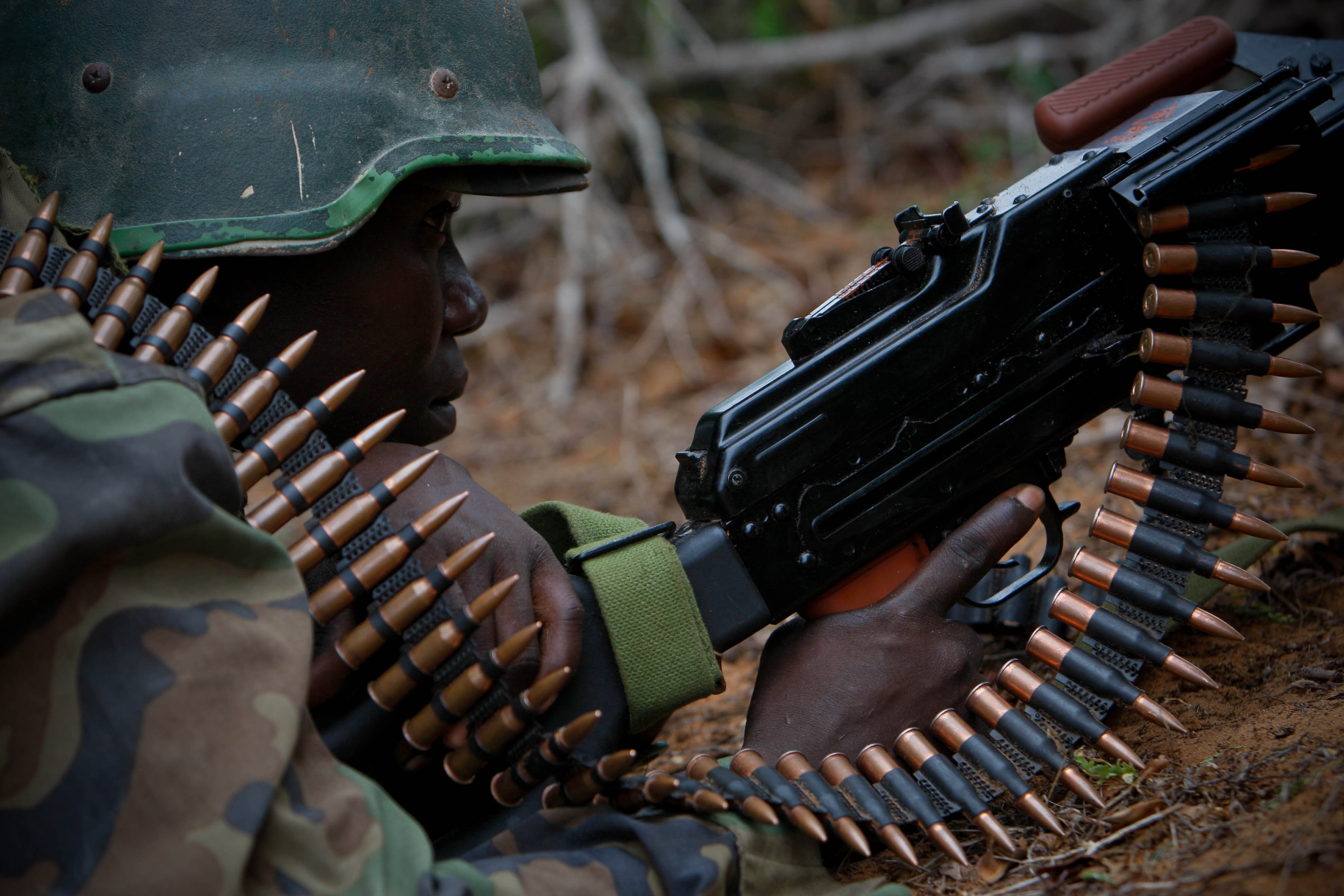
Patronen im Kaliber 7,62 × 54 mm R in einem Metalldauergurt

Die 7,62 × 54 mm R gibt es mit verschiedenen Geschossen. Bis zum Zweiten Weltkrieg war das Bleikernvollmantelgeschoss Standard. Es existieren Stahlkern-, Panzer-, Panzerbrand- und Leuchtspurgeschosse sowie Präzisionsmunition für die Verwendung in Scharfschützengewehren wie dem SWD.

## Varianten

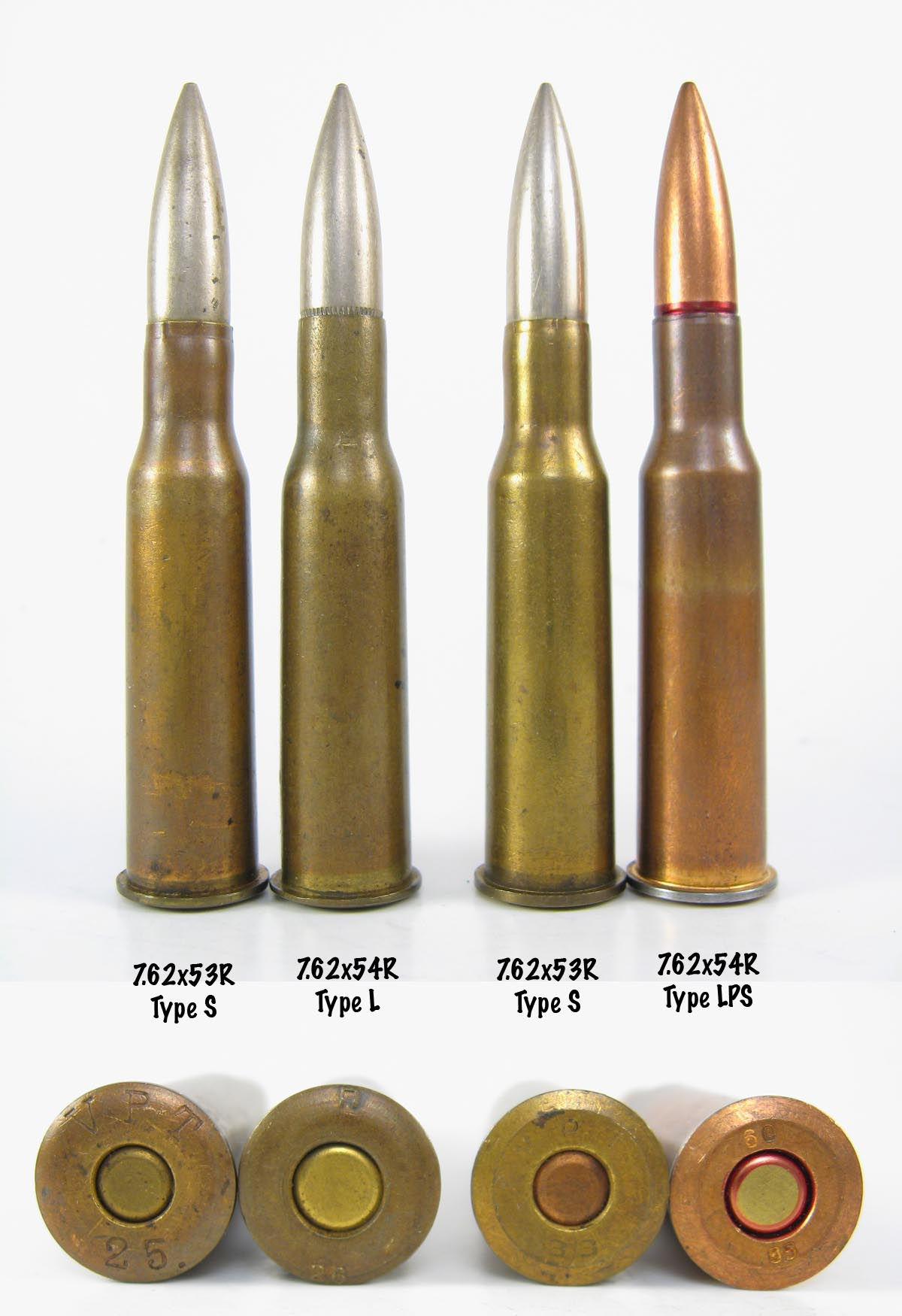
Vergleich zwischen 7,62 × 54 mm R und 7,62 × 53 mm R

Finnland entwickelte auf Basis der 7,62 × 54 mm R die Patrone 7,62 × 53 mm R für das finnische Scharfschützengewehr 7,62 Tarkkuuskivääri 85 (finnisch „7,62 Präzisionsgewehr 85“, abgekürzte Bezeichnung: 7,62 TKIV 85), diese Waffe ist weltweit die einzige in diesem Kaliber.
Aufgrund der sehr ähnlichen Dimensionen ist es zwar grundsätzlich möglich, beide Patronen aus für das jeweils andere Kaliber eingerichteten Waffen zu verschießen. In der finnischen Armee ist die Verwendung von 7,62 × 54 mm R-Munition jedoch nur erlaubt, wenn keine 7,62 × 53 mm R-Munition zur Verfügung steht.
|                       | 7,62 × 54 mm R | 7,62 × 53 mm R | Differenz |
| --------------------- | -------------- | -------------- | --------- |
| ⌀ Hülsenschulter (mm) | 11,61          | 11,61          | 0,00      |
| ⌀ Hülsenhals (mm)     | 8,53           | 8,50           | −0,03     |
| ⌀ Geschoss (mm)       | 7,92           | 7,85           | −0,07     |
| ⌀ Patronenboden (mm)  | 14,48          | 14,40          | −0,08     |
| Hülsenlänge (mm)      | 53,72          | 53,50          | −0,22     |
| Patronenlänge (mm)    | 77,16          | 77,00          | −0,16     |

## Waffen im Kaliber 7,62 × 54 mm R (Auswahl)
- Mehrladegewehr Mosin-Nagant
- Maschinengewehre PM 1910, Degtjarjow DA, Degtjarjow DP, Gorjunow SG-43/SGM, Kalaschnikow PK/PKM, SchKAS
- Selbstladegewehr Tokarew SWT-40
- Scharfschützengewehr Dragunow SWD
- Finnisches Scharfschützengewehr TKIV 85 (7,62 × 53 mm R)[4]